# Memorias de un hombre en pijama (película)
Memorias de un hombre en pijama es una película de comedia romántica animada para adultos española de 2018 dirigida por Carlos FerFer (en su debut como director) y escrita por Ángel de la Cruz, Diana López y Paco Roca. Está basado en la historieta del mismo nombre de Paco Roca. Está protagonizada por las voces de Raúl Arévalo y María Castro acompañados por Manuel Manquiña, Santi Balmes, Julián Saldarriaga, Jordi Brunet, Tacho González y Elena S. Sánchez.

## Sinopsis
Paco es un cuarentón soltero empedernido que logra cumplir su sueño infantil: trabajar desde casa y en pijama. Pero cuando creía haber encontrado el súmmum de la felicidad, irrumpe en su vida Jilguero,  la chica de la que se enamora y que tendrá que luchar por permanecer al lado de un hombre cuyo máximo objetivo vital es quedarse en casa en pijama.

## Reparto
Los actores que participaron en esta película son:
- Raúl Arévalo como Paco
- María Castro como Jilguero
- Manuel Manquiña como Mensajero
- Santi Balmes como Escorpio
- Julián Saldarriaga como Tauro
- Tacho González como Mr. Burguer
- Jordi Brunet como Leo
- Jordi Llovet como Director de periódico
- Elena S. Sánchez como Entrevistadora
- Claudia Carreras como Géminis

## Producción
Memorias de un hombre en pijama está compuesta en un 80% de animación y 20% de imágenes reales, las escenas con actores reales se filmaron en la primera semana de marzo de 2017 en Madrid, España.

## Lanzamiento
Tuvo su estreno mundial el 14 de abril de 2018 en el Festival de Málaga siendo la primera película de animación en presentarse en el festival. Se estrenó comercialmente el 4 de enero de 2019 en cines españoles.

## Recepción

### Recepción crítica
Luis Martínez de El Mundo critica el guion de la película tildándolo de cansado y torpe sobre unos "viejóvenes" maleducados. Enric Alberto de Caimán Cuadernos de Cine llamó anticuada a la película que no logra contar nada, además critica negativamente lo repetitivo que se torna la música de Love of Lesbian y la dicción actoral que resulta vergonzosa. Juan Pando de Fotogramas resalta el guion de poco original que posee la producción que no logra retener a los espectadores durante toda su duración junto con una actuación de voz mediocre y diálogos interminables y vergonzosos.

### Premios y nominaciones
| Año  | Premio / Festival                                   | Categoría                       | Recipiente                                       | Resultado | Ref.          |
| ---- | --------------------------------------------------- | ------------------------------- | ------------------------------------------------ | --------- | ------------- |
| 2018 | Festival de Málaga                                  | Biznaga de Oro                  | Memorias de un hombre en pijama                  | Nominada  | [ 17 ]        |
| 2019 | Premios Platino                                     | Mejor película de animación     | Memorias de un hombre en pijama                  | Nominada  | [ 18 ]        |
| 2019 | Premio Mestre Mateo                                 | Mejor película                  | Memorias de un hombre en pijama                  | Nominada  | [ 19 ] [ 20 ] |
| 2019 | Premio Mestre Mateo                                 | Mejor música original           | Santi Balmes, Julián Saldarriaga & Daniel Ferrer | Nominados | [ 19 ] [ 20 ] |
| 2019 | Premio Mestre Mateo                                 | Mejor guion                     | Ángel de la Cruz, Diana López & Paco Roca        | Nominados | [ 19 ] [ 20 ] |
| 2019 | Medallas del Círculo de Escritores Cinematográficos | Mejor largometraje de animación | Memorias de un hombre en pijama                  | Nominada  | [ 21 ]        |
| 2019 | Premios Goya                                        | Mejor película de animación     | Memorias de un hombre en pijama                  | Nominada  | [ 22 ]        |
| 2019 | Premios Gaudí                                       | Mejor película de animación     | Carlos Fernández de Vigo                         | Ganador   | [ 23 ]        |